# Guerra del Libano (1978)
La prima invasione israeliana del Libano, avvenuta il 14 marzo 1978, è nota in ambito militare israeliano come "operazione Litani", nome in codice datole da Tzahal (le forze di difesa israeliane).
Il governo israeliano motivò questo intervento con la necessità di creare una fascia di sicurezza ben all'interno del territorio libanese (sino al fiume Leonte/Litani appunto) dopo la prima guerra civile libanese, così da tenere i suoi villaggi frontalieri fuori dal raggio d'azione dell'artiglieria, che con attacchi ripetuti causava molte perdite fra i civili.

## Antefatti
Benché abbia preso la forma di un'incursione militare israeliana nel Libano meridionale, l'operazione Litani prendeva piede dai conflitti arabo-israeliani di lungo corso. Dal 1968 l'OLP, Organizzazione per la Liberazione della Palestina, e altri gruppi palestinesi avevano creato una parvenza di Stato nel Libano meridionale, usandolo come base per raid nella zona settentrionale di Israele. Questa situazione era stata esasperata dall'afflusso di migliaia di militanti dell'OLP in fuga dopo la disfatta della guerra civile in Giordania che si raggrupparono nel Libano meridionale. La prima guerra civile libanese aveva portato nel maggio 1976 all'intervento di truppe siriane a sostegno dei musulmani, dall'ottobre rimaste nel paese sotto l'egida della Lega Araba. Gli israeliani vedevano così sconfitto il loro principale alleato: i cristiano-maroniti.
Israele rispose quindi con attacchi contro villaggi libanesi e basi dell'OLP.
Diversi fatti importanti precedettero l'operazione Litani del 1978:
- Il 26 dicembre 1968 due terroristi palestinesi viaggiarono da Beirut ad Atene e qui attaccarono un jet dell'El Al uccidendo una persona. In risposta, il 28 dicembre 1968, un bombardamento delle Forze di Difesa Israeliane distrusse 13 aerei civili dell'Aeroporto Internazionale di Beirut.[1][2]
- L'8 maggio 1970 tre terroristi palestinesi oltrepassarono il confine libanese nella comunità agricola di Avivim e tesero un'imboscata allo scuolabus locale, uccidendo nove bambini e tre adulti, e mutilando altri 19 bambini.[3]
- Il 10 aprile 1973 dei commando israeliani (in uno dei quali vi era Ehud Barak, in seguito primo ministro, travestito da donna in questa operazione) uccisero tre leader dell'OLP (Yusef al-Najjar, Kamal Adwan e Kamal Nasserin) a Beirut (operazione Primavera di Gioventù).
- L'11 aprile 1974 tre terroristi del Fronte Popolare per la Liberazione della Palestina si infiltrarono a Kiryat Shmona dal Libano, uccidendo diciotto residenti di un appartamento, inclusi nove bambini; alla fine furono uccisi loro stessi durante uno scontro a fuoco con una fallita missione di recupero delle IDF.
- Il 15 maggio 1974 terroristi del Fronte Democratico per la Liberazione della Palestina si infiltrarono nella città israeliana oltre confine di Ma'alot dal Libano, uccidendo cinque adulti e prendendo in ostaggio bambini di 11 anni di una scuola locale. Alla fine uccisero 21 dei bambini, prima di essere uccisi da soldati delle IDF.
- La notte del 4 marzo 1975 otto terroristi dell'OLP viaggiarono dal Libano a Tel Aviv via mare in un gommone, entrarono nell'Hotel Savoy e presero decine di ostaggi. Durante la missione di recupero tre soldati delle IDF furono uccisi e otto ostaggi feriti; gli uomini dell'OLP si ritirarono in una stanza e si fecero saltare per aria, uccidendo otto ostaggi, oltre a sette dei membri dell'OLP, e ferendone undici.
- Il 13 aprile 1975 ad ʿAyn al-Rummāna – un quartiere di Beirut – un piccolo gruppo di maroniti, tra cui Pierre Gemayel, assisteva alla consacrazione di una chiesa. Da un'automobile partirono raffiche di mitra da parte di miliziani palestinesi. Al termine dell'attacco armato si contarono quattro morti e sette feriti. Alcune ore dopo, 27 palestinesi armati, stipati su un autobus che transitava nella stessa zona con analoghe intenzioni, vennero uccisi da elementi cristiani, dopo uno scontro violentissimo. Fu l'inizio della prima guerra civile libanese.
- L'11 marzo 1978 11 terroristi di Fatah, guidati da una diciottenne Dalai Mughrabi, partirono dal Libano e uccisero un turista americano sulla spiaggia. Dopo dirottarono un bus sulla strada costiera vicino a Haifa e sulla strada per Tel Aviv requisirono un secondo bus. Dopo una lunga caccia e una sparatoria, 37 Israeliani furono uccisi e 76 feriti[4]. Questa vicenda fu la causa primaria dell'invasione israeliana tre giorni più tardi. (Cobban, p. 94, Shlaim p. 369)

Il conflitto fra Israele e l'OLP accrebbe le tensioni politiche fra i cristiani maroniti e musulmani e drusi, cosa che si andò ad aggiungere alle questioni dietro la guerra civile libanese del 1975-1990.

## Corso dei combattimenti
Il 14 marzo 1978 Israele lanciò l'Operazione Litani, occupando l'area a sud del Leonte, eccetto Tiro, con più di 25000 soldati. Gli obiettivi fissati erano di spingere i gruppi militanti palestinesi, in particolare l'OLP, lontano dal confine con Israele e di aiutare quello che al tempo era un alleato di Israele, l'Esercito del Libano del Sud. Durante l'offensiva di sette giorni, le Forze di Difesa Israeliane prima conquistarono una fascia di terra grande approssimativamente 10 km, ma in seguito proseguirono a nord del fiume Leonte (Litani). Il governo libanese stimò che ciò aveva causato all'incirca 285000 profughi (Fisk, p. 130). Si ritiene che 1100-2000 Libanesi furono uccisi, quasi tutti civili (Fisk, p. 124). Soldati israeliani furono sottoposti al giudizio della corte marziale dopo che diversi contadini libanesi furono strangolati e dei prigionieri uccisi (Fisk, 131). 20 Israeliani furono uccisi. L'OLP si ritirò a nord del Litani, continuando a sparare sugli israeliani.

## Risultato della guerra
In risposta all'invasione, il Consiglio di sicurezza ONU passò la Risoluzione 425 e la Risoluzione 426 invocando la ritirata delle forze israeliane dal Libano. Fu creata la Forza di Interposizione in Libano delle Nazioni Unite (UNIFIL) per rafforzare il mandato e riportare pace e sovranità al Libano. Le forze UNIFIL arrivarono in Libano il 23 marzo 1978, stabilendo il quartier generale a Naqura.
Le forze israeliane si ritirarono più tardi nel 1978, lasciando le posizioni dentro il Libano al loro alleato, la milizia dell'Esercito del Libano del Sud (ELS) sotto il comando del maggiore Sa'd Haddad. Il 19 aprile 1978 l'ELS bombardò il quartier generale dell'UNIFIL, uccidendo 8 soldati dell'ONU (Fisk, 138). Nell'aprile del 1980 due soldati irlandesi dell'ONU furono rapiti e uccisi da killer cristiani nel territorio dell'ELS e un soldato israeliano fu ucciso a colpi di arma da fuoco da uomini di Haddad. La stampa israeliana all'epoca, in particolare il quotidiano The Jerusalem Post, accusò gli irlandesi di inclinazioni pro-OLP. (Fisk, 152-154). Comunque, anche fazioni palestinesi attaccarono l'UNIFIL, rapendo un soldato irlandese dell'UNIFIL nel 1981 e continuando a occupare aree nel Libano meridionale.
La violenza salì, culminando infine nella guerra del 1982 e l'espulsione dell'OLP dalla nazione.

## Risoluzione 425
Nel 2000 il Consiglio di sicurezza delle Nazioni Unite concluse che, al 16 giugno 2000, Israele aveva ritirato le proprie forze dal Libano in accordo con la Risoluzione 425.
Il Libano non estese il controllo su Libano meridionale, benché fosse stato chiamato a farlo dalla risoluzione ONU 1391 del 2002 e sollecitato dalla Risoluzione ONU 1496. Israele mosse diverse lamentele riguardo alla condotta libanese.
L'affermazione libanese che Israele non si fosse completamente ritirato (vedi anche Fattorie di Sheb'a) fu esplicitamente negata dal rapporto del Segretario generale dell'ONU che portò alla risoluzione del Consiglio di Sicurezza ONU 1583. L'occupazione siriana del Libano portò alla Risoluzione ONU 1559 che chiedeva il ritiro delle rimanenti 14000 (dalle originali 50000) truppe siriane e lo smantellamento di Hezbollah e delle milizie palestinesi. Il 26 aprile 2005, dopo 29 anni di presenza militare siriana in Libano, l'ultima delle truppe siriane si ritirò in accordo con la risoluzione.